# Prussiano antigo
Prussiano é um língua báltica morta, falado no passado pelos habitantes da área que mais tarde se tornaria a Prússia Oriental (nos dias de hoje nordeste da Polônia e Oblast de Caliningrado da Rússia) antes da colonização alemã da área que iniciou no século XIII. Em prussiano antigo a língua chamava-se “Prūsiskan” (prussiano) ou “Prūsiskai Bilā” (a lingua prussiana). Existem, atualmente, algumas comunidades experimentais envolvidas em reviver uma forma reconstruída da língua, na Lituânia, Polônia e outros países.

Tribos prussianas no contexto de outras tribos bálticas, ca. 1200 AD. As fronteiras são aproximadas.

Os Éstios, mencionados por Tácito no seu Germânia, podem ter sido um povo que falava prussiano antigo. Entretanto, Tácito os descreve como sendo como os Suevos (um grupo de povos germânicos) mas com uma língua mais britânica (celta).
O prussiano antigo era muito próximo das outras línguas bálticas ocidentais extintas, o curônio e o sudóvio. É um parente mais distante das línguas bálticas orientais que sobrevivem ainda hoje, o lituano e o letão. Compare a palavra prussiana zemē, o letão zeme e o lituano žemė.
Juntando-se aos colonos alemães, grupos da Polônia, Lituânia, França[carece de fontes?], Escócia, Inglaterra e Áustria[carece de fontes?] encontraram refúgio na Prússia durante e depois da Reforma Protestante. Tal imigração causou um declínio lento no uso do prussiano antigo, já que os Prussianos adotaram as línguas dos outros, particularmente o alemão, a língua do governo da Prússia. O prussiano antigo provavelmente cessou de ser falado por volta do início do século XVIII devido à morte de vários de seus últimos falantes devido à falta de comida e à epidemia de peste bubônica de 1709-1711 . O dialeto regional de baixo alemão falado na Prússia, baixo prussiano, preservou várias palavras do prussiano antigo, tais como kurp, do prussiano antigo kurpi, para sapato (em contraste com o alemão padrão Schuh).
A língua é denominada “prussiano antigo” para evitar confusão com os dialetos alemães baixo prussiano e alto prussiano, e o adjetivo “prussiano”, que também está relacionado com o futuro estado alemão. O nome em prussiano antigo para a nação, sem ser latinizado, era Prūsa. Este nome também pode ser usado para diferenciar a língua e o estado báltico do futuro estado alemão.
O prussiano antigo começou a ser escrito no alfabeto latino aproximadamente no século XIII. Uma pequena quantidade de textos nesta língua sobreviveu até os dias de hoje.
Até a década de 1930, quando o governo nazista começou um programa de germanização, e 1945, quando os soviéticos anexaram a Prússia e tornaram ilegais os nomes de lugares em prussiano antigo, podia-se encontrar nomes de rio e de lugares em prussiano antigo na Prússia Oriental, como Tawe, Tawelle e Tawelninken.

## Exemplos de prussiano
Aqui podem ser encontradas diversas frases básicas do prussiano antigo :
| Tradução              | Frase                           |
| --------------------- | ------------------------------- |
| Língua prussiana      | Prūsiskan                       |
| Olá                   | Kaīls                           |
| Bom dia               | Kaīls Anksteīnai                |
| Tchau                 | Ērdiw                           |
| Obrigado              | Dīnka                           |
| Quanto?               | Kelli?                          |
| Sim                   | Jā                              |
| Não                   | Ni                              |
| Onde fica o banheiro? | Kwēi ast Spektāstuba?           |
| (Brinde genérico)     | Kaīls pas kaīls aīns per āntran |
| Tu falas inglês?      | Bilāi tū Ēngliskan?             |

O prussiano antigo era uma língua altamente inflexionada, como pode ser apreciado da declinação do pronome demonstrativo stas, "aquilo". (Note que os tradutores da Ordem Teutônica freqüentemente usaram erroneamente stas como um artigo para a palavra "o".)
| Caso gramatical | Singular, m | Singular, f | Singular, n      | Plural, m | Plural, f | Plural, n     |
| Nominativo      | stas        | stāi        | stan             | stāi      | stās      | stai          |
| Genitivo        | stesse      | stesses     | stesse           | stēisan   | stēisan   | stēisan       |
| Dativo          | stesmu      | stessei     | stesmu ou stesmā | stēimans  | stēimans  | stēimans      |
| Acusativo       | stan        | stan        | stan ou sta      | stans     | stans     | stans ou stas |

O prussiano antigo, como o latim, também possuía o caso vocativo.